# Miquel Fusté i Ara
Miquel Fusté i Ara (Barcelona, 1919-1966) fou un antropòleg especialitzat en l'estudi de les restes humanes d'època prehistòrica, sobretot de la Corona d'Aragó.
Entre d'altres publicà: "Estudio sobre unos cráneos de la cultura helenística romana de Baleares" 1950, "La población aragonesa: estudio antropológico" 1962 juntament amb Josep Pons Rosell, "Cráneos procedentes de la necrópolis de Sant Quirze de Galliners. Contribución al problema de los "negroides" neolíticos, en Trabajos del Instituto Bernardino Sahagún, XIII, 1, pp 7-79. Publicà a l'editorial Gassó el llibre de caràcter divulgatiu "Vida de los animales" 1959 del qual se'n van fer tres edicions. La segona i tercera edició es va titular "El maravilloso mundo de los animales" (1962 i 1966).